# Rodrigo Rey Rosa
Pour les articles homonymes, voir Rosa.
Œuvres principales
- Pierres enchantées (2001)

Rodrigo Rey Rosa est un écrivain guatémaltèque né le 4 novembre 1958 à Ciudad de Guatemala.
Rodrigo Rey Rosa est l'un des écrivains latino-américains contemporains les plus célèbres.

## Biographie
Né dans une famille de la classe moyenne, il voyage avec ses parents dans plusieurs pays d'Amérique latine et d'Europe.
Après des études au Guatemala, il part vivre à New York, où il étudie le cinéma à la School of Visual Arts. Il gagne ensuite le Maroc et participe aux ateliers d'écriture de Paul Bowles à Tanger. Ses œuvres sont traduites en français, anglais, italien, japonais, allemand et néerlandais.

## Œuvres

### Contes et nouvelles
- El cuchillo del mendigo (1986) Publié en français sous le titre Le Couteau du mendiant, suivi de L'Eau tranquille, traduit par André Gabastou, Paris, Antoine Soriano Éditions, 1997 (ISBN 2-910484-13-0)
- El agua quieta (1989) Publié en français sous le titre L'Eau tranquille, suivi de Le Couteau du mendiant, traduit par André Gabastou, Paris, Antoine Soriano Éditions, 1997 (ISBN 2-910484-13-0)
- El salvador de buques (1993) Publié en français sous le titre Un rêve en forêt, Le temps imparti et autres nouvelles, traduit par Anny Amberni, Paris, Gallimard, coll. « Du monde entier », 1997 (ISBN 2-07-074213-X)
- Ningún lugar sagrado (1998)

- Otro zoo (2005)
- Siempre juntos y otros cuentos (2008)
- Imitación de Guatemala (2014)

### Romans
- Cárcel de árboles (1991) - court roman Publié en français sous le titre Le Projet, traduit par Nelly Lhermillier, Aix-en-Provence, Alinea, coll. « Novella. Domaine espagnol et latino-américain », 1991  (ISBN 2-7401-0020-5) ; réédition, Paris, Gallimard, coll. « L'Étrangère », 1999 (ISBN 2-07-075514-2)
- El cojo bueno (1996) Publié en français sous le titre L'Ange boiteux, traduit par André Gabastou, Paris, Gallimard, coll. « Du monde entier » 2002 (ISBN 2-07-074844-8)
- Que me maten si… (1996) Publié en français sous le titre Le Silence des eaux, traduit par André Gabastou, Paris, Gallimard, coll. « Du monde entier » 2000 (ISBN 2-07-075576-2)
- La orilla africana (1999) Publié en français sous le titre La Rive africaine, traduit par Claude Nathalie Thomas, Paris, Gallimard, coll. « Du monde entier » 2007 (ISBN 978-2-07-076057-2)
- Piedras encantadas (2001) Publié en français sous le titre Pierres enchantées, traduit par André Gabastou, Paris, Gallimard, coll. « Du monde entier » 2005 (ISBN 2-07-076795-7) ; réédition, Paris, Gallimard, coll. « Folio » no 5776, 2014  (ISBN 978-2-07-045697-0)
- Caballeriza (2006)  Publié en français sous le titre Manège, traduit par Claude Nathalie Thomas, Paris, Gallimard, coll. « Du monde entier » 2012 (ISBN 978-2-07-078498-1)
- El material humano (2009)  Publié en français sous le titre Le Matériau humain, traduit par Gersende Camenen, Paris, Gallimard, coll. « Du monde entier » 2016 (ISBN 978-2-07-012760-3)
- Severina (2011) Publié en français sous le titre "Severina", traduit par Jacques Aubergy, Marseille, l'atinoir 2019 (ISBN 978-2-918112-71-6)
- Los sordos (2012) Publié en français sous le titre Les Sourds, traduit par Alba-Marina Escalón, Paris, Gallimard, coll. « Du monde entier » 2014 (ISBN 978-2-07-014069-5)
- Fábula asiática (2016)
- El país de Toó (2018)

### Récits
- La cola del dragón (2014)Publié en français sous le titre "Ne pas toucher la queue du dragon - Violence d'État et racisme au Guatemala", traduit par Jacques Aubergy, Marseille, l'atinoir 2018 (ISBN 978-2-918112-67-9)